# Hoarders
 (août 2024).
Si vous disposez d'ouvrages ou d'articles de référence ou si vous connaissez des sites web de qualité traitant du thème abordé ici, merci de compléter l'article en donnant les références utiles à sa vérifiabilité et en les liant à la section « Notes et références ».
Hoarders est une émission de télévision documentaire américaine diffusée depuis le 17 août 2009 sur la chaîne A&E Network. Cette série dépeint les difficultés et traitement de personnes souffrant de syllogomanie dans leur vie de tous les jours.

## Vue d’ensemble
Chaque épisode de 60 minutes propose un ou deux cas d’intervention. Durant la première saison, le syllogomane travaillait soit avec un psychiatre/psychologue, un organisateur professionnel, ou un « spécialiste de ménage extrême », chacun d’eux se spécialisant dans certains aspects fondamentaux du traitement de troubles obsessionnels et compulsifs, troubles d’anxiété et/ou de syllogomanie (avec l’exception de Jill, une syllogomane de nourriture dans le premier épisode de la série télévisée, qui avait un psychiatre « et » un organisateur professionnel qui travaillaient avec elle, compte tenu de la nature potentiellement dangereuse de son trouble de syllogomanie)
Durant la majorité de la première saison, le syllogomane recevait l’aide d’un psychologue, d’un psychiatre et/ou d’un spécialiste de l’organisation ou du ménage extrême. Tous ces gens se spécialisent dans un ou l’autre des aspects du traitement d’un trouble obsessionnel-compulsif et sont aidés par un groupe de nettoyage professionnel (généralement une franchise locale d’un commanditaire corporatif majeur de la série). 
Pour l’épisode « Patty ; Bill » de la première saison, le groupe chargé du ménage pour Patty comportait un psychologue ‘‘et’’ un professionnel de l’organisation en raison de l’immensité du problème de Patty.
Pour le dernier épisode de la première saison, « Paul ; Missy and Alex », un professionnel de l’organisation a travaillé avec Missy alors qu’un psychologue travaillait avec son fils de 9 ans, Alex.
À partir de la deuxième saison, chaque syllogomane recevait pour les aider un groupe comportant un psychologue et un spécialiste de l’organisation ou du ménage extrême. Ainsi qu’un équipe de « nettoyeurs de l’extrême » professionnels, ainsi que les familles et proches du syllogomane, dans le but de les aider à éliminer autant de déchets ou objets que possibles sur une session de ramassage de 3 à 4 jours, et leur apporter un soutien psychologique pour régler le problème en profondeur. Dr Tolin, psychiatre spécialisé dans la syllogomanie affirma plusieurs fois au cours de l’émission que « Il est possible de vider le logement mais sans soutien psychologique pour comprendre la source et soigner le problème, la situation reviendra au point de départ. ». Dans la plupart des cas, l’intervention est précipitée par une situation critique, comme une menace d’expulsion ou le retrait d’enfants mineurs de la maison.
La plupart des segments sont filmés aux États-Unis, bien que Durant la troisième saison, deux segments canadiens furent filmés à Edmonton et Toronto respectivement.
À la fin de chaque épisode, un texte à l’écran indique le résultat à court terme de l’effort de nettoyage, incluant la décision des sujets à avoir recours ou non à de l’assistance de la part de thérapeutes par exemple, dans le futur. Les fonds pour ces services sont offerts par l’émission.

## Réception
Hoarders débuta en tant que première de série télévisée la plus visionnée dans l’histoire de la chaîne A&E chez les jeunes adultes âgés entre 18 et 49 ans et à égalité pour le plus à jour chez les adultes âgés entre 25 et 54 ans. La première fut regardée par 2,5 millions de gens (1.8 million d’adultes âgés entre 18 et 49 ans).